# Kindsbach
Kindsbach est une municipalité de la Verbandsgemeinde Landstuhl, dans l'arrondissement de Kaiserslautern, en Rhénanie-Palatinat, dans l'ouest de l'Allemagne.

## Références

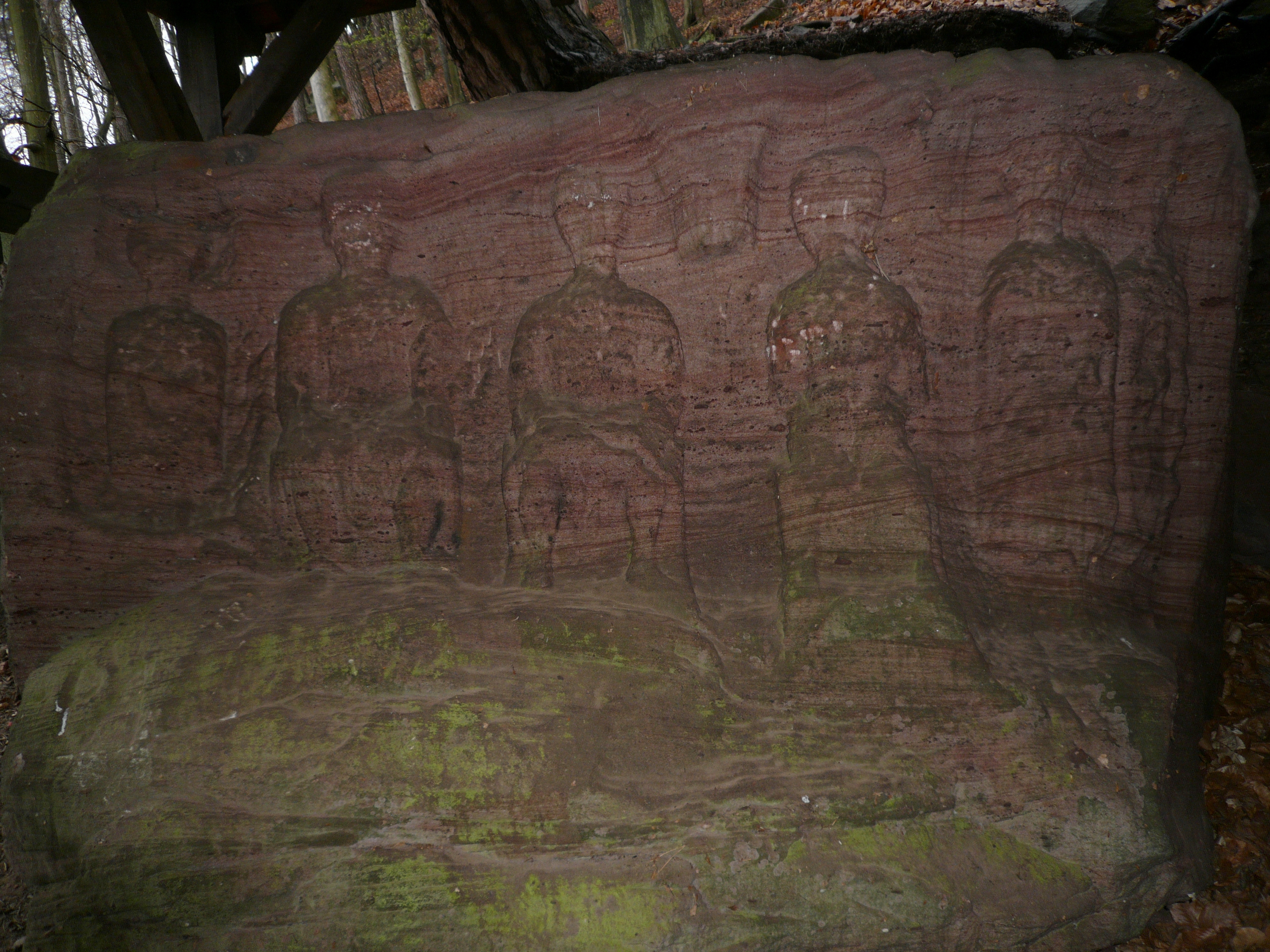
Heidenfelsen
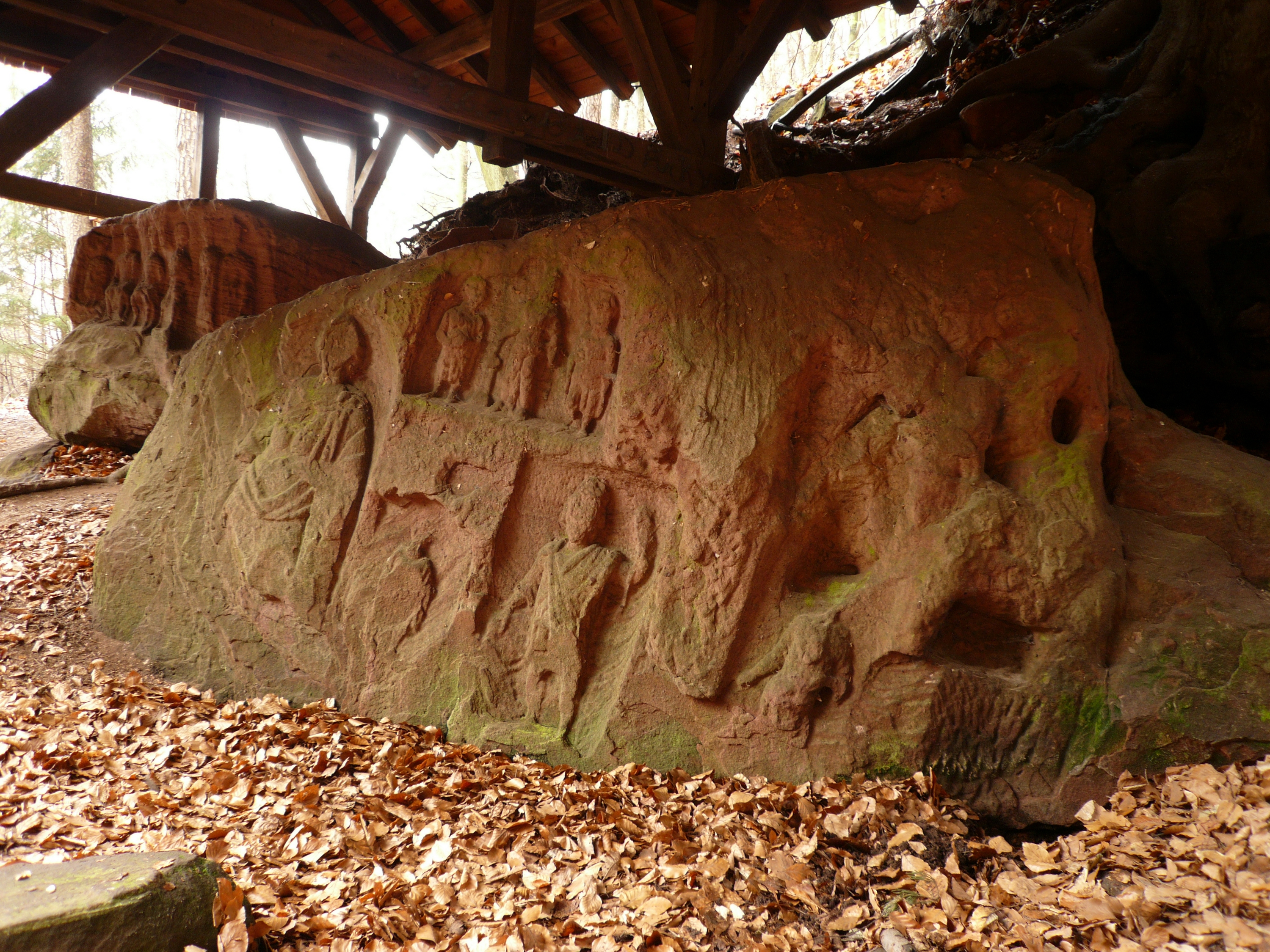
Heidenfelsen
Localisation de Kindsbach dans la Verbandsgemeide et dans l'arrondissement